# Rick Brunson
Pour les articles homonymes, voir Brunson.
Rick Brunson, né le 14 juin 1972, à Syracuse, dans l'État de New York, est un joueur, entraîneur et dirigeant américain de basket-ball. Il évolue au poste de meneur.

## Biographie
Son fils Jalen est aussi joueur professionnel de basket-ball.
En juin 2022, Rick Brunson est recruté comme entraîneur adjoint aux Knicks de New York. Son fils, Jalen, rejoint l'équipe des Knicks en juillet.

## Palmarès
- MVP McDonald's All American 1991